# HD 68375
HD 68375，又名BD+76 310，SAO 6487、HR 3216，是一颗恒星，视星等为5.54，位于銀經138.47，銀緯31.61，其B1900.0坐标为赤經8h 6m 59.2s，赤緯+76° 31.61′ 44″。